# Basmakovói járás
A Basmakovói járás (oroszul Башмаковский район) Oroszország egyik járása a Penzai területen. Székhelye Basmakovo.

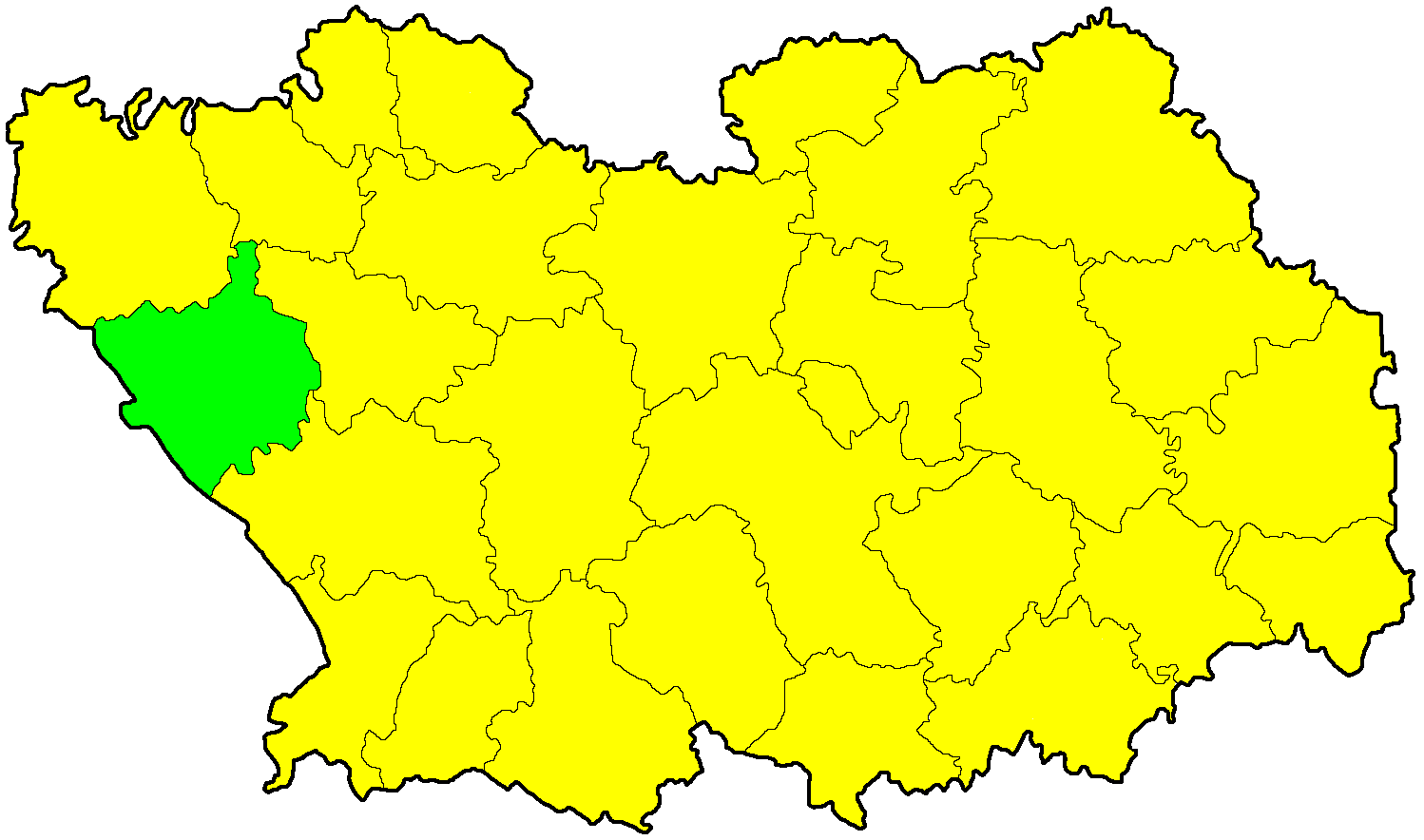
A Basmakovói járás a Penzai területen

## Népesség
- 1989-ben 28 032 lakosa volt.
- 2002-ben 25 159 lakosa volt, melynek 94%-a orosz.
- 2010-ben 23 314 lakosa volt, melynek 96,9%-a orosz.